# Az Ecker-Klein-Sugár Divatház épülete (Miskolc)
Az Ecker–Klein–Sugár Divatház épülete Miskolcon, a Széchenyi utca 32. szám alatt áll, és 1926-ban épült historizáló stílusban. Műemlék. 

## Története
A telken, illetve a rajta épült házban 1702-ben a Bodgál, majd a Dőry és a Jacsó család lakott. A 19. század elején a Helk és a Pazevics családok osztoztak a telken, majd az 1878-as árvíz után épült meg a mai ház egyemeletes elődépülete. 1909-ben az épületben működő cukrászdában légszeszrobbanás történt, amiben a tulajdonos, Megay Róbert is súlyosan megsérült. (A neves cukrász ezt követően a sajóládi pálos rendiek háza (Széchenyi utca 40.) mellett, a mai Villanyrendőrnél nyitott új cukrászdát. Ezt 1955-ben lebontották.) A robbanás során az épület megroggyant, de helyreállították, „Neumann M. női és férfiruha telepe” működött benne, és 1915-ben még állt.
A mai épületet 1926-ban építették, és benne a Rosemberg-féle textiláruház három alkalmazottja, Ecker Ferenc, Sugár Izsó és Klein Mihály nyitott divatházat. A korabeli sajtó híradásai és reklámja szerint az áruházat 1926. szeptember 27-én adták át. A tulajdonosok 1944-ig működtették a divatházat, de az áruellátásuk már az 1939-es második zsidótörvénytől kezdve nehézségekbe ütközött. A cégtulajdonosokat 1944 májusában deportálták, helyükre új tulajdonost neveztek ki, majd 1949-ben államosították a boltot. Az üzlethelyiségben ezt követően évtizedekig méterárubolt működött, a 2010-es években söröző, majd kávéház vette át a helyét.

## Leírása
Az épület homlokzata – a földszinti üzletportáltól eltekintve – megtartotta eredeti kinézetét, de az idő foga nagyon meglátszik rajta. A főutcai homlokzat négyaxisú, ablakai egyenes záródásúak, fölöttük a félköríves szemöldökzárásban bőségszarus-akantuszos vakolatdíszekkel. Az ablakok között ión fejezetes, tükörmezős pilaszterek helyezkednek el, a két szélsőn puttó figurákkal, a középsőn csokros vázamotívummal. A homlokzat bal és jobb oldali, valamint felső szélén tojásléces profitált keret fut körül. Az ablakok fölötti sima falmezőn a Divatház felirat olvasható. A zárópárkány fölött színpadiasnak ható, íves mellvédmező helyezkedik el. A faragott faarchitektúrájú üzletportál két oldalán kirakat, a közepén pedig az üzlethelyiség bejárata helyezkedik el. A földszint bal oldalán van a portállal egységet alkotó kapubejárat, ahonnan vörös márvány burkolatú lépcsőház vezet a kovácsoltvas mellvédes függőfolyosókhoz, illetve a lakásokhoz. A Szinva teraszra néző déli háromtengelyes homlokzat vakolt, első emeletén (még nem elkészült) erkéllyel.

## Képek

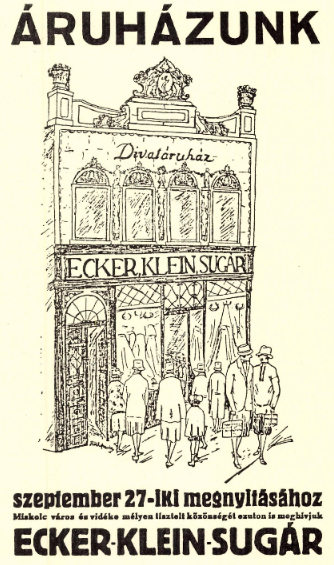
Az Ecker-Klein-Sugár Divatház nyitási sajtóreklámja, 1926
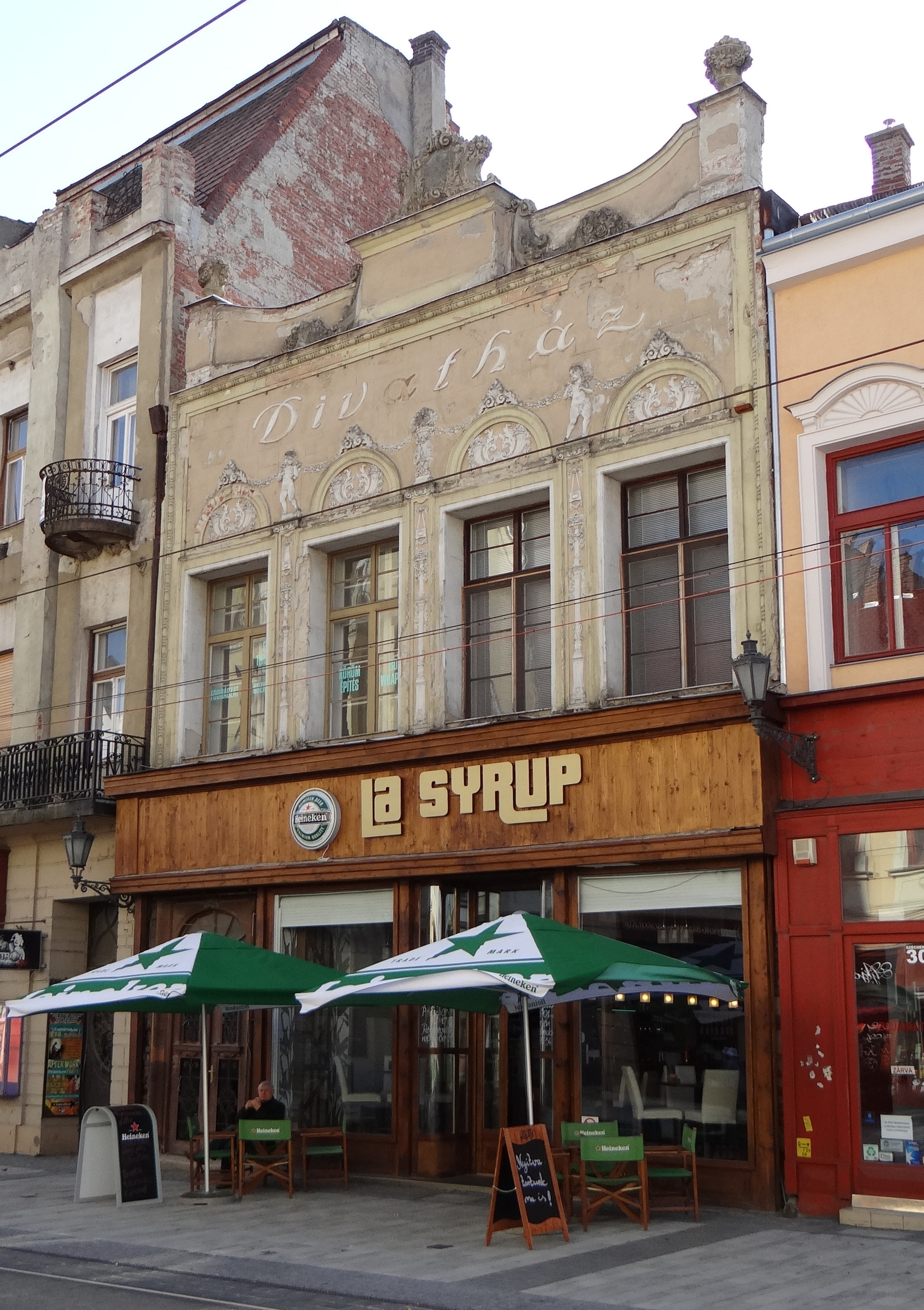
A Divatház 2013-ban
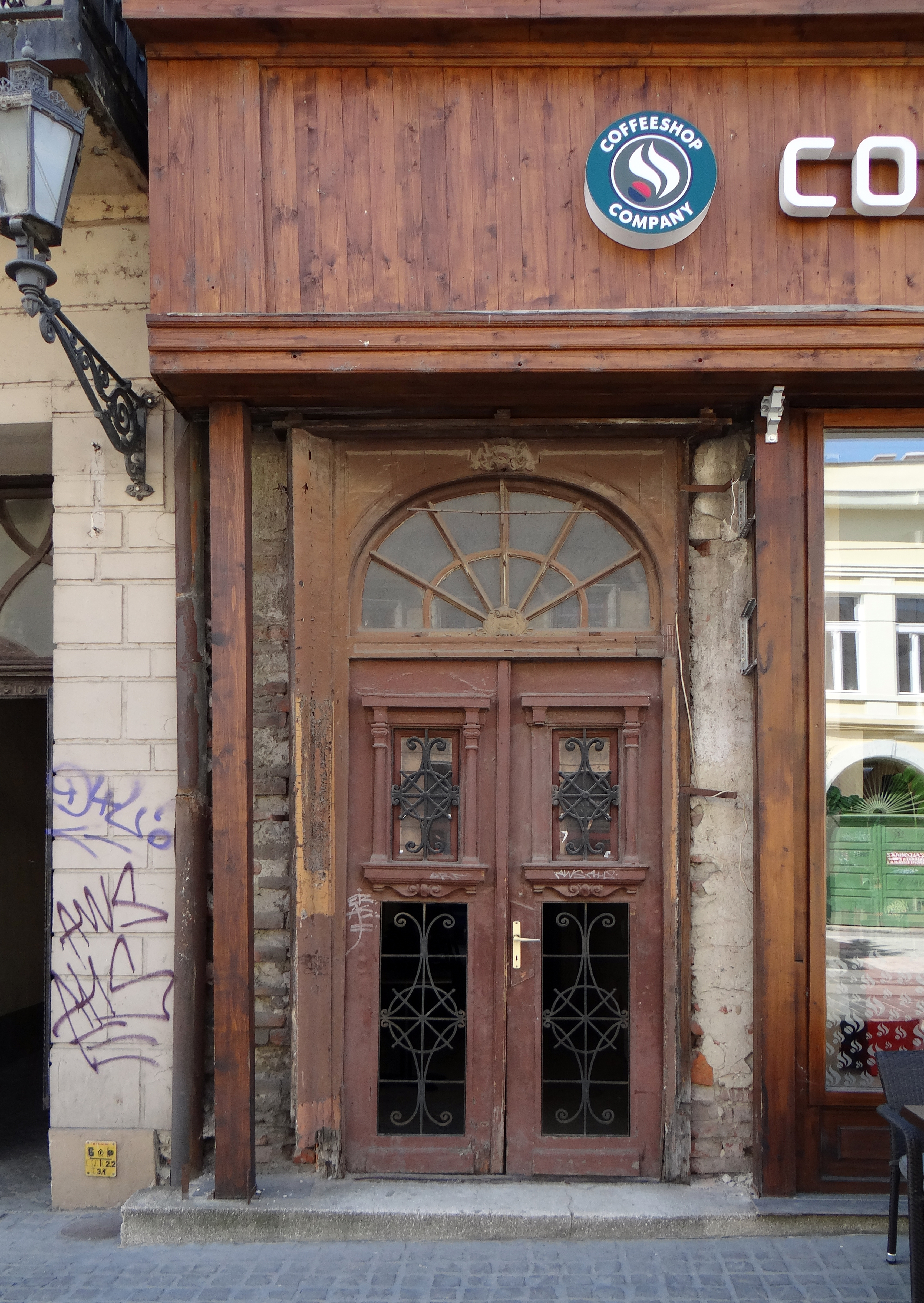
Kapubejáró
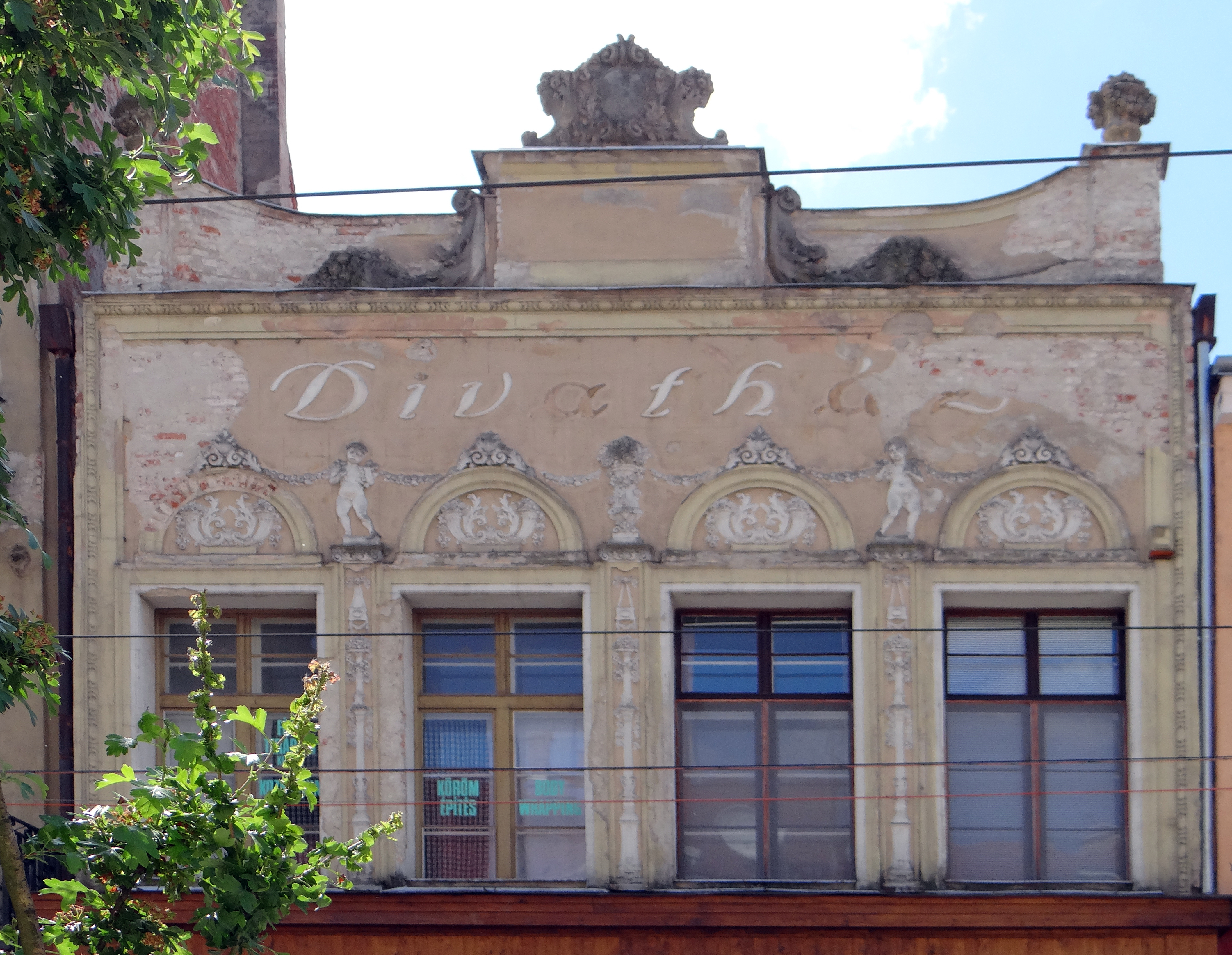
Az emeleti homlokzat
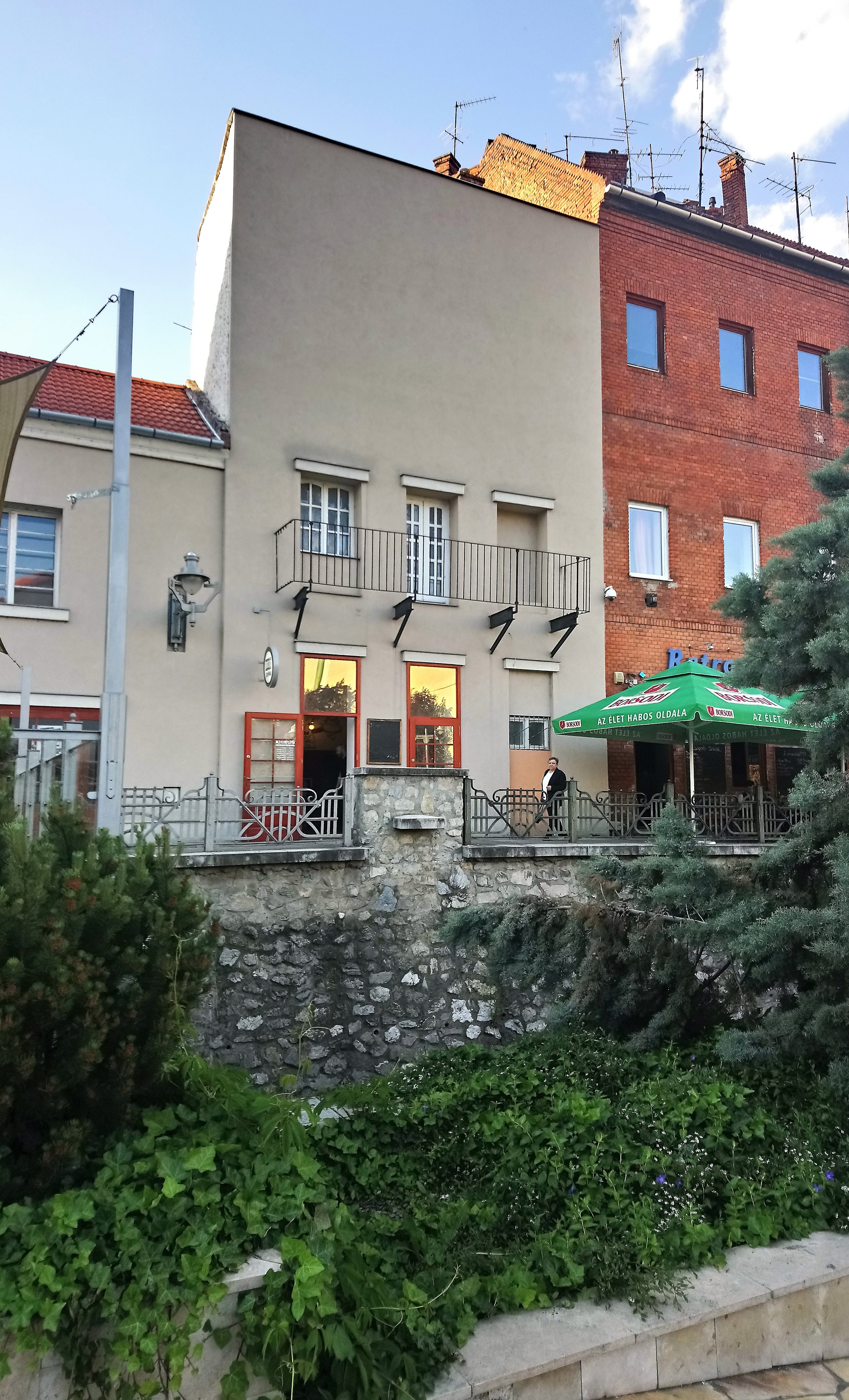
A hátsó (déli) homlokzat